# 351-es busz
A 351-es busz a MÁV Személyszállítási Zrt. által üzemeltetett helyközi autóbuszjárat, amely Vác és Szokolya, illetve némely járatával Királyrét között közlekedik.
A járat a Budapest–Szob-vasútvonalhoz Kismaroson kapcsolódik, ezzel fonódik össze felvevő, illetve ráhordó szerepkörben. Menetrendje is igazodik a vasúti közlekedéshez. A vonal Vácról indul, útja 2-es főúton, a 12-es főúton, majd Kismarostól a 12 103-as úton vezet. Keresztülhalad Verőcén, Kismaroson, Börzsönyliget üdülőövezeten, így érkezik Szokolyára. Bizonyos járatok a faluban visszafordulnak Kismaros felé, míg mások érintik Királyrétet is.
Kismarostól induló szakasza megegyezik a 352-es busz útvonalával.

## Megállóhelyek
| 351 (Vác, autóbusz-állomás – Szokolya-Királyrét) | 351 (Vác, autóbusz-állomás – Szokolya-Királyrét) | 351 (Vác, autóbusz-állomás – Szokolya-Királyrét) | 351 (Vác, autóbusz-állomás – Szokolya-Királyrét) | 351 (Vác, autóbusz-állomás – Szokolya-Királyrét) | 351 (Vác, autóbusz-állomás – Szokolya-Királyrét) | 351 (Vác, autóbusz-állomás – Szokolya-Királyrét) | 351 (Vác, autóbusz-állomás – Szokolya-Királyrét) |
| Perc (↓)                                         | Perc (↓)                                         | Megállóhely                                      | Perc (↑)                                         | Perc (↑)                                         | Perc (↑)                                         | Átszállási kapcsolatok |                                                  |
| ------------------------------------------------ | ------------------------------------------------ | ------------------------------------------------ | ------------------------------------------------ | ------------------------------------------------ | ------------------------------------------------ | --- | ------------------------------------------------ |
| 0                                                | 0                                                | Vác, autóbusz-állomás végállomás                 | 31                                               | 30                                               | 35                                               | 300, 314, 328, 329, 330, 331, 332, 333, 334, 335, 337, 338, 339, 342, 343, 345, 347, 348, 350, 361, 363, 364, 365, 371, 455 1010, 1013 S70 G70 Z70 S71 G71 S77 S750 EC, EN |                                                  |
| 3                                                | 3                                                | Vác, Autójavító                                  | 28                                               | 27                                               | 32                                               | 328, 329, 330, 331, 332, 342, 347, 350, 361, 362, 455 1010, 1013 |                                                  |
| 4                                                | 4                                                | Vác, Oktatási Centrum                            | 26                                               | 25                                               | 31                                               | 328, 329, 330, 331, 332, 350, 362 1010, 1013 S750 |                                                  |
| 6                                                | 6                                                | Vác, DDC főbejárat                               | 24                                               |                                                  | 29                                               | 328, 329, 330, 331, 332, 350, 362 1010, 1013 |                                                  |
| 9                                                | 9                                                | Vác, Transzformátor állomás                      | 22                                               | 27                                               | 329, 330, 331, 350 1010, 1013                    | |                                                  |
| 12                                               | 12                                               | Verőce, keverőtelep                              | 19                                               | 24                                               | 350 S750                                         | |                                                  |
| 14                                               | 14                                               | Verőce, vízmű                                    | 17                                               | 22                                               | 350                                              | |                                                  |
| 16                                               | 16                                               | Verőce, művelődési ház                           | 15                                               | 15                                               | 20                                               | 350 |                                                  |
| 17                                               | 17                                               | Verőce, fűrésztelep                              | 14                                               | 14                                               | 19                                               | 350 S70 G70 Z70 |                                                  |
| 20                                               | 20                                               | Kismaros, vasúti megállóhely bejárati út         | 12                                               | 12                                               | 17                                               | 350, 352, 353 S70 G70 Z70 , Királyréti Erdei Vasút |                                                  |
| 22                                               | 22                                               | Kismaros-MORGÓ                                   | 10                                               | 10                                               | 15                                               | 352 Királyréti Erdei Vasút |                                                  |
| 24                                               | 24                                               | Börzsönyliget, vasúti megállóhely                | 8                                                | 8                                                | 13                                               | 352 Királyréti Erdei Vasút |                                                  |
| 26                                               | 26                                               | Szokolya-Hártókút                                | 6                                                | 6                                                | 11                                               | 352 Királyréti Erdei Vasút |                                                  |
| 28                                               | 28                                               | Szokolya-Törökpatak 98.                          | 4                                                | 4                                                | 9                                                | 352 |                                                  |
| 30                                               | 30                                               | Szokolya, Liget utca                             | 2                                                | 2                                                | 7                                                | 352 |                                                  |
| ∫                                                | ∫                                                | Szokolya, Lévai utca 2.                          | 1                                                | 1                                                | 6                                                | 352 |                                                  |
| 32                                               | 32                                               | Szokolya, községháza végállomás                  | 0                                                | 0                                                | ∫                                                | 352 Királyréti Erdei Vasút |                                                  |
| 35                                               |                                                  | Szokolya-Paphegy                                 |                                                  |                                                  | 3                                                | 352 |                                                  |
| 36                                               | Szokolya-Sernevall                               | 2                                                | 352 Királyréti Erdei Vasút                       |                                                  |                                                  | |                                                  |
| 38                                               | Szokolya-Királyrét végállomás                    | 0                                                | 352 Királyréti Erdei Vasút                       |                                                  |                                                  | |                                                  |

A Királyrét felé közlekedő járatok visszafelé Szokolya községháza megálló helyett a Lévai utca 2. megállóhelyen állnak meg, míg azoknál a járatoknál, amelyek nem közlekednek Királyrétre, helyi körjáratként a községháza után közvetlenül a Lévai utca 2., majd a Liget utca megállóhelyek következnek.